# Roger Kops
Roger Kops (10 november 1973) is een Nederlandse honkballer.
Kops is een rechtshandige werper en komt sinds 2005 uit voor de Konica Minolta Pioniers uit Hoofddorp in de hoofdklasse. Eerder speelde hij voor MediaMonks-RCH uit Heemstede. In 1996 werd hij tijdens de Europa Cup II uitgeroepen tot beste werper van het toernooi. Zijn toenmalige club RCH won uiteindelijk het kampioenschap. In 2003 en 2006 won hij met zijn team de Pioniers de Cup Winners Cup en in 2004 de Europese Super Cup. In 2002 werd Kops voor het Nederlands honkbalteam geselecteerd. Hij speelde dat jaar mee tegen China tijdens de Intercontinental Cup. In 2003 speelde hij in totaal acht wedstrijden in respectievelijk het World Port Tournament, het Europees Kampioenschap en het Olympisch Kwalificatietoernooi. In 2005 deed hij met het Nederlands team mee aan de Wereldkampioenschappen waar de vierde plaats behaald werd.